# Somehow You Do
Somehow You Do ist ein Lied von Reba McEntire aus dem Soundtrack zum Film Four Good Days. Die Ballade wurde von Diane Warren geschrieben.

## Hintergrund
Somehow You Do wurde von Diane Warren für den Film Four Good Days geschrieben. Country-Sängerin Reba McEntire übernahm den Gesang. Der Text, bei dem es um Selbstbehauptung und Hoffnung geht, wurde nicht nur von der Handlung des Films beeinflusst, sondern auch von der COVID-19-Pandemie. Das Lied soll trotz aller Widrigkeiten des Lebens Hoffnung geben. Das Stück ist eine Country-Ballade mit Walzer-Rhythmus.
Für Reba McEntire und Diane Warren ist es die dritte Zusammenarbeit nach What If (1997) und I’ll Be (2000).
Am 23. April 2021, eine Woche vor dem Kinostart des Films, erschien das Musikvideo zu Somehow You Do über Vevo. Regie führte Jon Avnet. Es zeigt Reba McEntire vor einer Wüstenkulisse in Südkalifornien auf dem Weg zum Meer. Eingearbeitet werden einige Filmszenen, die die Mutter-Tochter-Beziehung des Filmplots zum Inhalt haben.

## Rezeption
Somehow You Do wurde bei der Oscarverleihung 2022 als Bester Song nominiert, verlor jedoch zugunsten von Billie Eilish und Finneas' No Time to Die aus dem James-Bond-Streifen desselben Namens. Für Diane Warren ist es bereits die 13. Oscar-Nominierung. Bislang gelang es ihr jedoch nicht, den Preis zu gewinnen.